# 超党派軍
超党派軍（ちょうとうはぐん）は、全日本プロレスにおけるプロレスラーによるチームである。鈴木みのるが率いる。

## 結成の経緯
2010年5月2月、鈴木みのるが三冠ヘビー級王座獲得後、新世代の選手達（新世代軍）に立ちはだかるべく同世代の選手達と決起し結成。
メンバーが全日本所属選手やフリーランスなど所属の枠を越えて結成されたため、超党派軍と呼ばれるようになった。
しかし、2011年からは、曙が浜亮太とのSMOP復帰、鈴木みのるの不定期参戦が相次ぎ、以前から船木とケアは本隊側のレスラーとタッグを組む事も多く、ほぼ自然消滅的に、ユニットとして活動していない。

## メンバー
- 鈴木みのる
- 船木誠勝
- 太陽ケア
- 曙

## タイトル歴
全日本プロレス
- 三冠ヘビー級王座　鈴木みのる（第42代）
- 世界タッグ王座　太陽ケア&曙（第57代）